# Colpocleisi
Colpocleisi (del grec antic κόλπος (kolpos), «buit», «ventre», «vagina» + κλείσiσ (kléisis), «tancament», «pany») és un procediment quirúrgic que implica el tancament de la vagina. S'utilitza per tractar el prolapse vaginal.
En les dones grans que ja no són sexualment actives, un procediment senzill per reduir el prolapse és una colpocleisi parcial. El procediment implica l'eliminació de la tira de la paret vaginal anterior i posterior, i suturant entre elles els marges de les parets vaginals anterior i posterior. Aquest procediment es pot realitzar tant si hi ha o no l'úter i el coll uterí. Quan es completa, existeix un petit canal vaginal a cada costat del septe, produït per la sutura dels marges laterals de l'excisió.